# Delia pansihirta
Delia pansihirta är en tvåvingeart som beskrevs av Jin och Fan 1981. Delia pansihirta ingår i släktet Delia och familjen blomsterflugor. Inga underarter finns listade i Catalogue of Life.